# 澤田紋
澤田 紋（さわだ あや、1912年（明治45年）4月14日 - 1986年（昭和61年）7月24日）は、日本の政治家。初代阿南市長。早稲田大学法学部中退。徳島県阿南市日開野町出身。

## 経歴
早稲田大学法学部を中退後、旧富岡町収入役・町長を歴任。
1958年（昭和33年）5月に阿南市が発足し、初代市長に就任。1970年（昭和45年）まで12年間に渡り阿南市長を務めた。市長在任中は旧神崎製紙、阿南工業高等専門学校、徳島県立阿南工業高等学校等の誘致や各産業の振興に努めた。市長退任後は社会福祉協議会会長、阿南信用金庫理事長等を歴任した。
1986年（昭和61年）に阿南市名誉市民に選定される。